# Jianggezhuang
Jianggezhuang ist ein Marinestützpunkt der Volksrepublik China.
Er befindet sich etwa 24 km östlich von Qingdao und erstreckt sich über eine Breite von etwa 2 km. Zu ihm gehören sechs Piers, ein Trockendock und ein unterirdischer U-Boot-Bunker. Der Stützpunkt beherbergt U-Boote des Typ 091 (Han-Klasse) und Typ 092 (Xia-Klasse).